# Everardo González (director de cine)
Everardo González es un director, productor y fotógrafo de cine documental mexicano, egresado de la carrera de Comunicación Social por parte de la Universidad Autónoma Metropolitana, y de la carrera de Cinematografía del Centro de Capacitación Cinematográfica (CCC). También es miembro de la Academia Mexicana de Artes y Ciencias Cinematográficas.

## La canción del pulque(2003)
La canción del pulque (2003) fue su primer largometraje documental. Recibió el Ariel al Mejor Largometraje Documental y la nominación a Mejor Ópera Prima. Obtuvo los premios Mayahuel a la Mejor Fotografía y Edición de largometraje mexicano en el Festival Internacional de Cine en Guadalajara. Obtuvo, además, la Mención Especial del Jurado en el 1.er. Festival Internacional de Cine de Morelia.[cita requerida]

## Los ladrones viejos: las leyendas del artegio(2007)
Los ladrones viejos: las leyendas del artegio (2007) fue su segundo documental, distinguido también en los premios Ariel y en el festival de Guadalajara. Trata sobre los ladrones más famosos de México, que al momento del rodaje cumplían sentencias en la cárcel.

## El cielo abierto(2010)
Su tercer documental fue El cielo abierto (2010), sobre Monseñor Óscar Arnulfo Romero, la voz de los sin voz en El Salvador, el pastor que en medio de una de las guerras civiles más crudas del continente, se atrevió a decir que la misión de la Iglesia es la identificación con los pobres. Monseñor Romero fue asesinado el 24 de marzo de 1980, en uno de esos crímenes largamente anunciados.

## Cuates de Australia(2011)
El cuarto documental de González, Cuates de Australia (2011), trata sobre un ejido ubicado en Coahuila (noreste de México), en donde se realiza cada año un éxodo con motivo de la búsqueda del agua que escasea durante la temporada de sequía. En este exilio, hombres, mujeres, ancianos y niños esperan la llegada de las primeras gotas de lluvia para entonces regresar a su tierra; metáfora de un pueblo que durante su andar, se esconde de la muerte. También ha sido galardonado en múltiples ocasiones.

## Yermo(2020)[3]
Este último documental es un viaje difuso, multicultural y sin un recorrido definido a través de diez desiertos alrededor del mundo: desde Atacama, en Chile, hasta Sahara Occidental, en Marruecos, pasando por otros países como Mongolia, Islandia, Estados Unidos, México, Perú y Pakistán. Emprende un viaje sin guion preconcebido con el fin de capturar la cotidianidad de las comunidades que allí habitan. Los diferentes retratos revelan pros y contras de vivir en esos paisajes áridos, inhóspitos y tan ajenos a la geografía de la civilización moderna, sin caer puramente en el estudio etnográfico sino profundizando una fibra transversal y unificadora: el ser humano.

## Distribuidora Artegios
En el 2014, fundó la distribuidora de cine documental Artegios, junto con Roberto Garza Angulo, uno de los productores de Los ladrones viejos, y Juan Patricio Riveroll, escritor y director de cine.[cita requerida]
La exhibición de El Paso, su quinto documental, se proyectó para el 2015.[cita requerida]